# An Nadirah (huyện)
Huyện An Nadirah là một huyện thuộc tỉnh Ibb, Yemen. Đến thời điểm năm 2003, huyện này có dân số 73755 người